# ماتیاش سوروش
ماتیاش سوروش (مجاری: Szűrös Mátyás؛ زادهٔ ۱۱ سپتامبر ۱۹۳۳) سیاستمدار مجارستان است. وی از اکتبر ۱۹۸۹ تا مه ۱۹۹۰ رئیس‌جمهور موقت مجارستان بود.